# Тамдинський сільський округ (Алгинський район)
Тамди́нський сільський округ (каз. Тамды ауылдық округі, рос. Тамдинский сельский округ) — адміністративна одиниця у складі Алгинського району Актюбінської області Казахстану. Адміністративний центр — село Тамди.
Населення — 2465 осіб (2021; 2603 у 2009, 2576 у 1999, 2379 у 1989).
Станом на 1989 рік існувала Тамдинська сільська рада (села Єркінкуш, Новоукраїнка, Тамди).

## Склад
До складу округу входять такі населені пункти:
| Населений пункт | Стара назва  | Населення, осіб (1989) | Населення, осіб (1999) | Населення, осіб (2009) | Населення, осіб (2021) |
| --------------- | ------------ | ---------------------- | ---------------------- | ---------------------- | ---------------------- |
| Єркінкуш, село  | -            | 315                    | 231                    | 213                    | 152                    |
| Талдисай, село  | Новоукраїнка | 155                    | 316                    | 309                    | 234                    |
| Тамди, село     | -            | 1909                   | 2029                   | 2081                   | 2079                   |